# غوردون إيرل
غوردون إيرل هو سياسي كندي، ولد في 27 فبراير 1943 في كندا. حزبياً، نشط في الحزب الديمقراطي الجديد. وقد انتخب عضو مجلس العموم الكندي.